# Erebus clavifera
Erebus clavifera là một loài bướm đêm trong họ Erebidae.